# Deutsche Migräne- und Kopfschmerzgesellschaft
Die Deutsche Migräne- und Kopfschmerzgesellschaft e. V. (DMKG) ist ein eingetragener Verein, dessen Mitglieder sich in unterschiedlichen Fachrichtungen wissenschaftlich mit Kopfschmerzen befassen. Die Gründung erfolgte 1979 und der Verein hat etwa 700 Mitglieder, darunter insbesondere Neurologen, Anästhesisten, Allgemeinmediziner, Psychologen und Pharmakologen. Der Vorsitzende der Gesellschaft ist Tim Jürgens. Studierende und Absolventen von Fachgruppen mit klarem Bezug zu Kopfschmerzerkrankungen können einen Antrag auf Mitgliedschaft stellen. Die DMKG ist Mitglied der Arbeitsgemeinschaft der Wissenschaftlichen Medizinischen Fachgesellschaften (AWMF).

## Geschichte
Die Deutsche Migräne- und Kopfschmerzgesellschaft wurde als Verein am 28. Juni 1979 in Erlangen gegründet, zum 1. Vorsitzenden wurde Dieter Soyka aus Kiel gewählt. Zunächst hieß die Gesellschaft noch Deutsche Migräne-Gesellschaft e. V. (DMG), erst im Jahr 1991 erfolgte die Umbenennung in ihren heutigen Namen. Fortbildungsaktivitäten der DMKG umfassen z. B. die Themen Migräne, Spannungskopfschmerz, postoperativer Kopfschmerz, medikamenteninduzierter Kopfschmerz, atypischer Gesichtsschmerz und Clusterkopfschmerz. 1982 erfolgte die Anerkennung der Gemeinnützigkeit, 1984 wurde die Gesellschaft eine assoziierte Gesellschaft der International Headache Society (IHS). 1994 erfolgte die Aufnahme in die Arbeitsgemeinschaft der Wissenschaftlichen Medizinischen Fachgesellschaften e. V. (AWMF). Im Jahr 2008 fand das erste Dreiländertreffen mit den Fachgesellschaften aus Österreich und der Schweiz statt, welches seitdem alle zwei Jahre in einem der drei Länder ausgerichtet wird.
Seit dem Jahr 2013 kann ein DMKG-Fortbildungszertifikat „Kopf- und Gesichtsschmerz“ erworben werden. Nur diejenigen Mitglieder, die das Zertifikat erworben haben bzw. rezertifiziert wurden, werden auf der Homepage der Gesellschaft als Experten in der Behandlung von Kopf- und Gesichtsschmerzen geführt.

## Ziele
Ziel der Gesellschaft ist die Verbesserung der diagnostischen und therapeutischen Möglichkeiten für Patienten mit akuten und chronischen Kopf- und Gesichtsschmerzen. Um dies zu erreichen, werden folgende Aufgaben verfolgt:
- Zusammenführung verschiedener Grundlagendisziplinen aus den Bereichen Medizin, Pharmazie, Psychologie und Physiotherapie
- Verbesserung der Aus-, Fort- und Weiterbildung sowie die Veranstaltung von Kongressen und Fortbildungsmaßnahmen
- Erstellung von Leitlinien zur Begutachtung, Diagnostik und Therapie von Kopfschmerzen
- Würdigung herausragender Publikationen in der Kopfschmerzforschung durch Ausschreibung des Wolffram-Preises
- Vergabe von Forschungsstipendien
- Gezielte interdisziplinäre Förderung junger Kopfschmerzwissenschaftler (z. B. durch Stipendien)
- Information der Öffentlichkeit über aktuelle Forschungsergebnisse und Therapiemöglichkeiten (z. B. über Pressemitteilungen, Berichte in Printmedien)
- Information von Betroffenen durch Kooperation mit Selbsthilfegruppen, wie der MigräneLiga e.V.
- Regelmäßige Treffen mit den Fachgesellschaften aus Österreich und der Schweiz.

In Zusammenarbeit mit der DMKG wird von der Novartis Pharma GmbH der mit 100.000 Euro (zweimal 50.000 Euro) dotierte Soyka-Förderpreis für Schmerzforschung ausgeschrieben und verliehen.

## Aktuelle Projekte
Awareness-Kampagne: Im Jahr 2019 startete die Kampagne Attacke! Gemeinsam gegen Kopfschmerzen, um Kopfschmerzerkrankungen bundesweit zu mehr Aufmerksamkeit verhelfen. Kopfschmerzen sind einer der häufigsten Gründe für Krankschreibungen. Viele Menschen mit Kopfschmerzen gehen aber dennoch nicht zum Arzt, sodass Behandlungen ausbleiben, die Gefahr eines Medikamentenübergebrauchs besteht und die Kopfschmerzen chronifizieren können. Über die Internetseite der Kampagne werden vielfältige Informationen bereitgestellt, Fortbildungsveranstaltungen für Haus- und Fachärzte angeboten, sowie themenrelevante Videos veröffentlicht.
Kopfschmerzregister: Im Jahr 2020 startete nach einer zweijährigen Vorbereitungsphase bundesweit das Kopfschmerzregister der DMKG. Ziel ist, die klinische Versorgung von Kopfschmerzpatienten zu verbessern. Im Zentrum des Registers steht ein Internetportal, welches Ärzte und Patienten miteinander verbindet.

## Interessenkonflikte
Zu den Förderern gehören auch pharmazeutische Unternehmen, aktuell (Stand 2020) beispielsweise Allergan Pharma, Bayer Pharma, Hormosan Pharma, Lilly, Novartis, Reckitt Benckiser, Sanofi und Teva. Eine Einflussnahme dieser Firmen direkt auf die Gesellschaft oder indirekt auf ihre oftmals ebenfalls im Interessenkonflikt befindlichen Mitglieder ist nicht auszuschließen.